# Rue Sextius-Michel
La rue Sextius-Michel est une voie du 15e arrondissement de Paris, en France.

## Situation et accès
La rue Sextius-Michel débute au 24, rue du Docteur-Finlay et rue Émeriau et se termine rue Rouelle.

## Origine du nom
La rue tient son nom du poète Sextius Michel (1827-1906), qui fut maire du 15e arrondissement.

## Historique
Cette voie est ouverte sous sa dénomination actuelle en 1905.

## Bâtiments remarquables et lieux de mémoire
- Au no 10 se trouvent l'European Business School Paris et l'École supérieure du commerce extérieur.
Ce fut aussi le siège historique de l'établissement des constructions et armes navales (ECAN), après avoir été occupé par l'École d'application de l'artillerie navale, comme en témoignent les symboles disposés à l'entrée du no 10.
- Au no 22, école maternelle, partie du groupe scolaire public érigé en 1910-1912 par l'architecte Louis Bonnier. L'établissement occupe un pâté de maisons entier, compris entre les rues Rouelle, Émeriau, Schutzenberger et Sextius-Michel. Façade en briques de style Art nouveau[1].

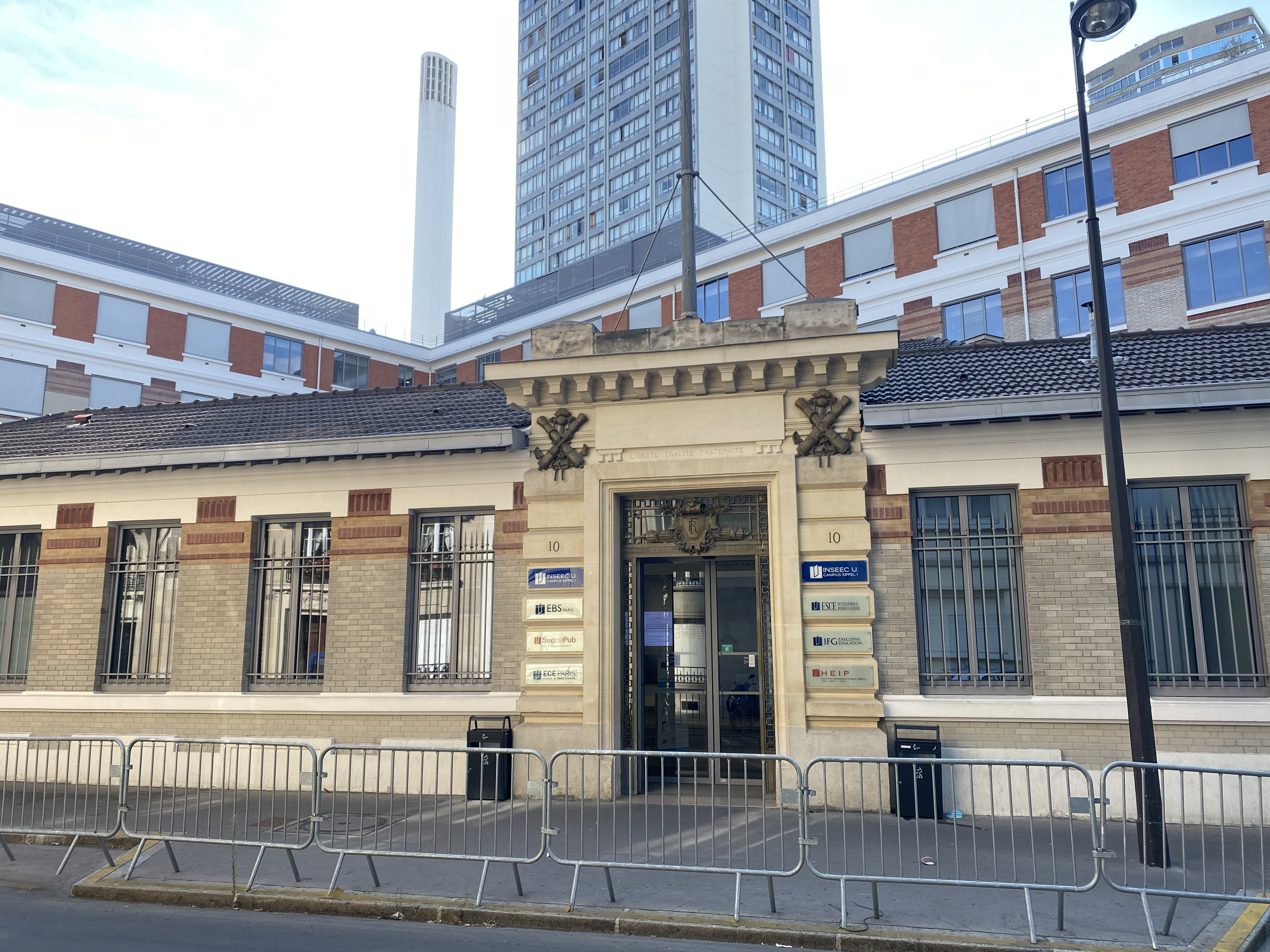
No 10.
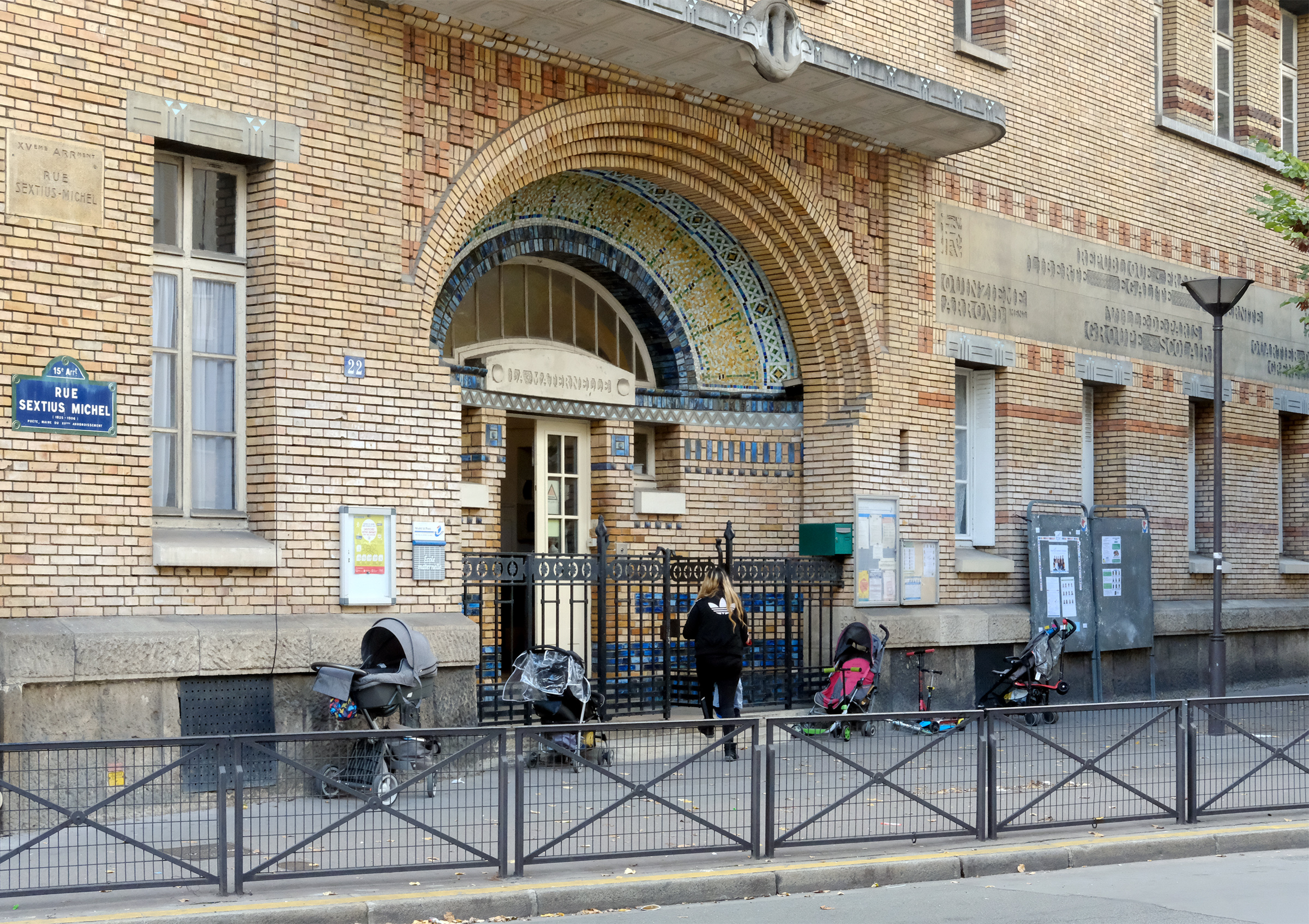
No 22.